# Юре (местечко)
Юре — местечко на юго-западе Литвы, входит в состав Казлу-Рудского староства Казлу-Рудского самоуправления. По данным переписи Литвы 2011 года, население Юре составляло 470 человек.

## История
С 1909 по 1941 год здесь находился промышленный лесопильный завод (часть продукции шла на экспорт). Рядом с заводом были мельница и маслобойный пресс. В 1949 году был в Юре основан деревообрабатывающий комбинат (переведён в Казлу-Руда в 1965 году) и открыт цех упаковки.

## География
Местечко расположено в центральной части самоуправления на берегу реки Юре. Расстояние до города Казлу-Руда составляет 3 км.

## Население
| 1888                           | 1923 | 1959 | 1970 | 1977 |
| ------------------------------ | ---- | ---- | ---- | ---- |
| 397                            | 446  | 492  | 582  | 687  |
| 1979                           | 1985 | 1989 | 2001 | 2011 |
| 602                            | 524  | 512  | 558  | 470  |
| Гистограмма динамики населения |      |      |      |      |

## Инфраструктура
В деревне имеется начальная школа (основана в 1921 году) и библиотека.

## Галерея

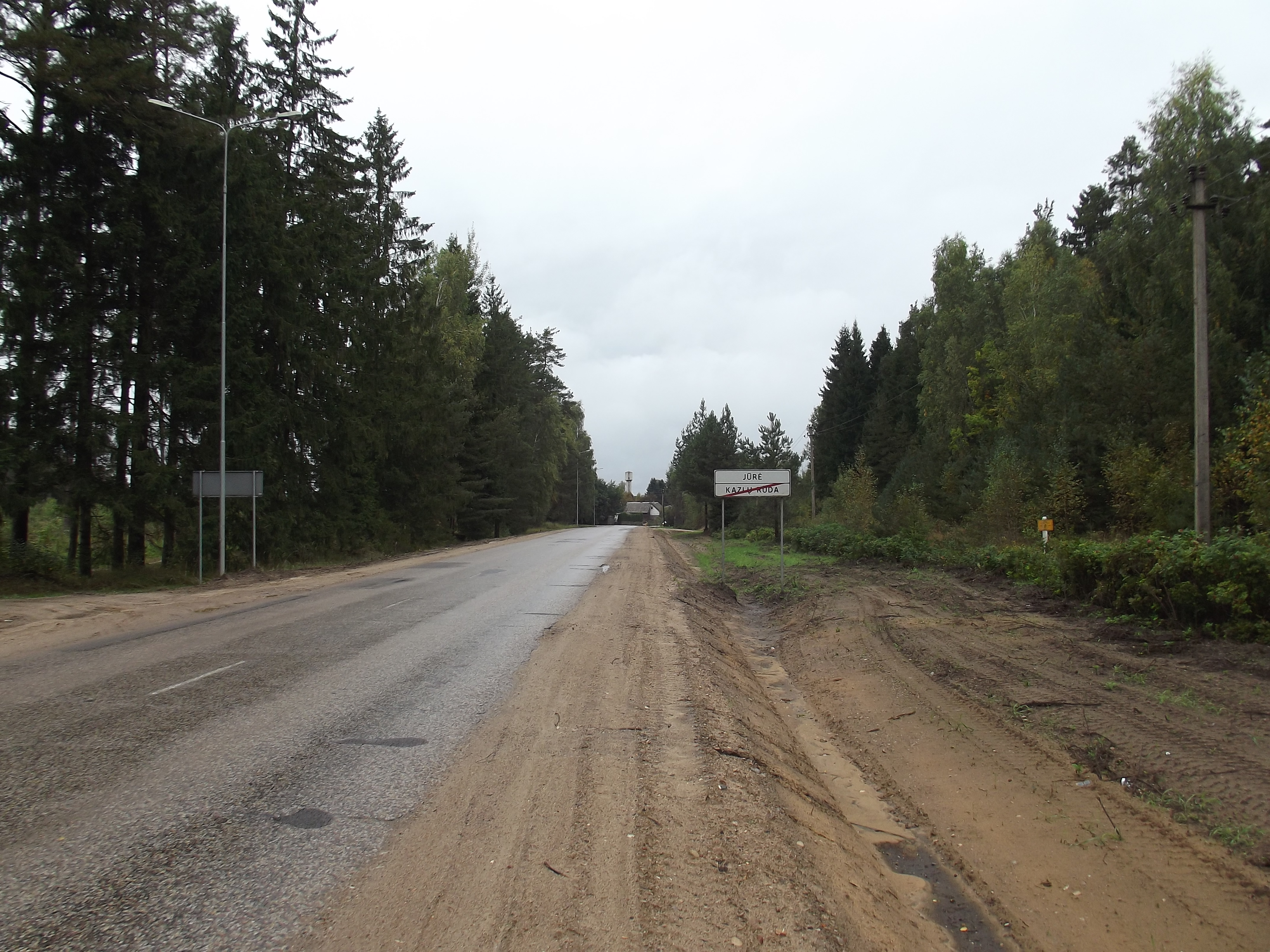
Со стороны Казлы Руда (продолжение ул. Витауто)
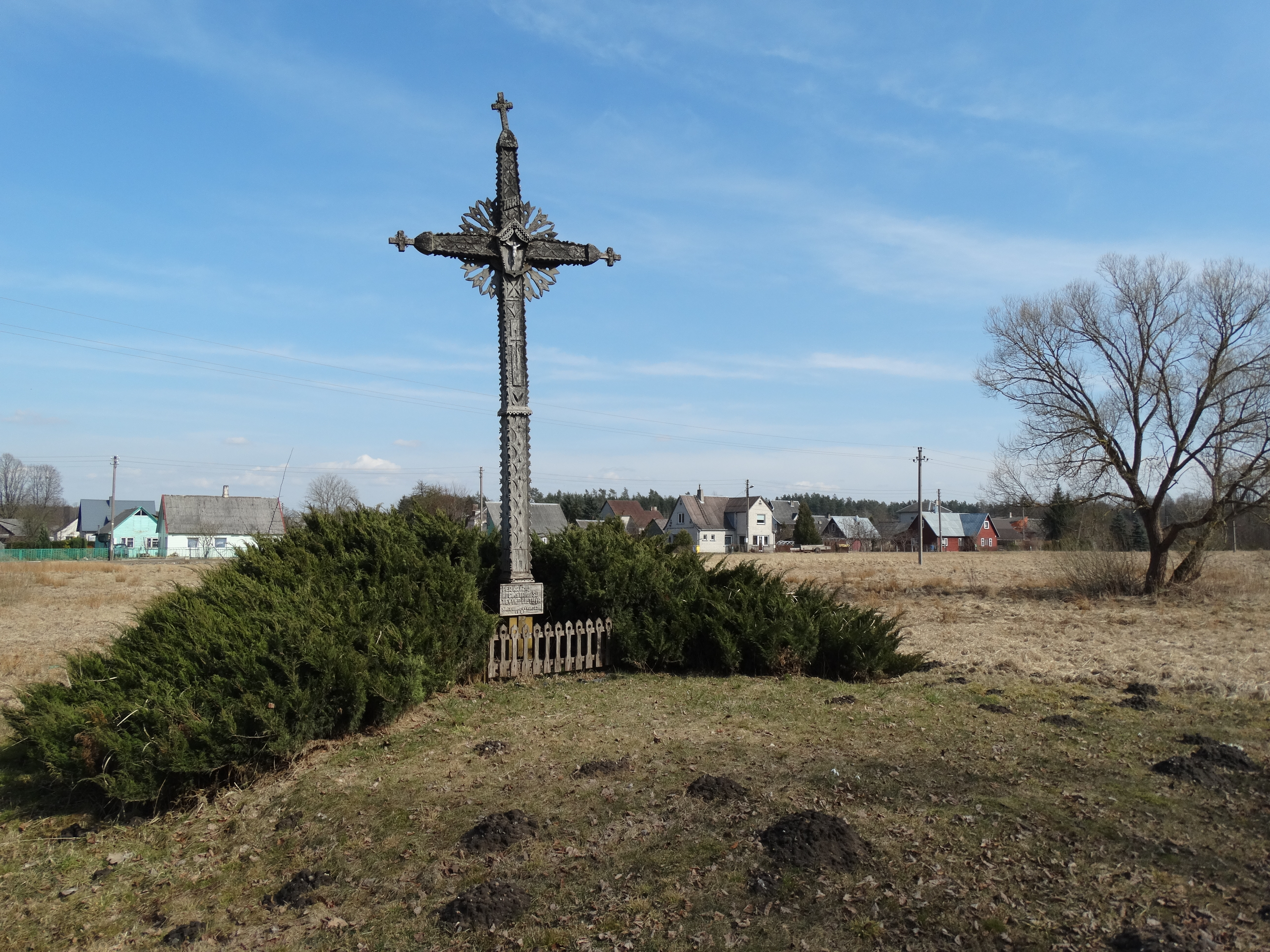
Крест
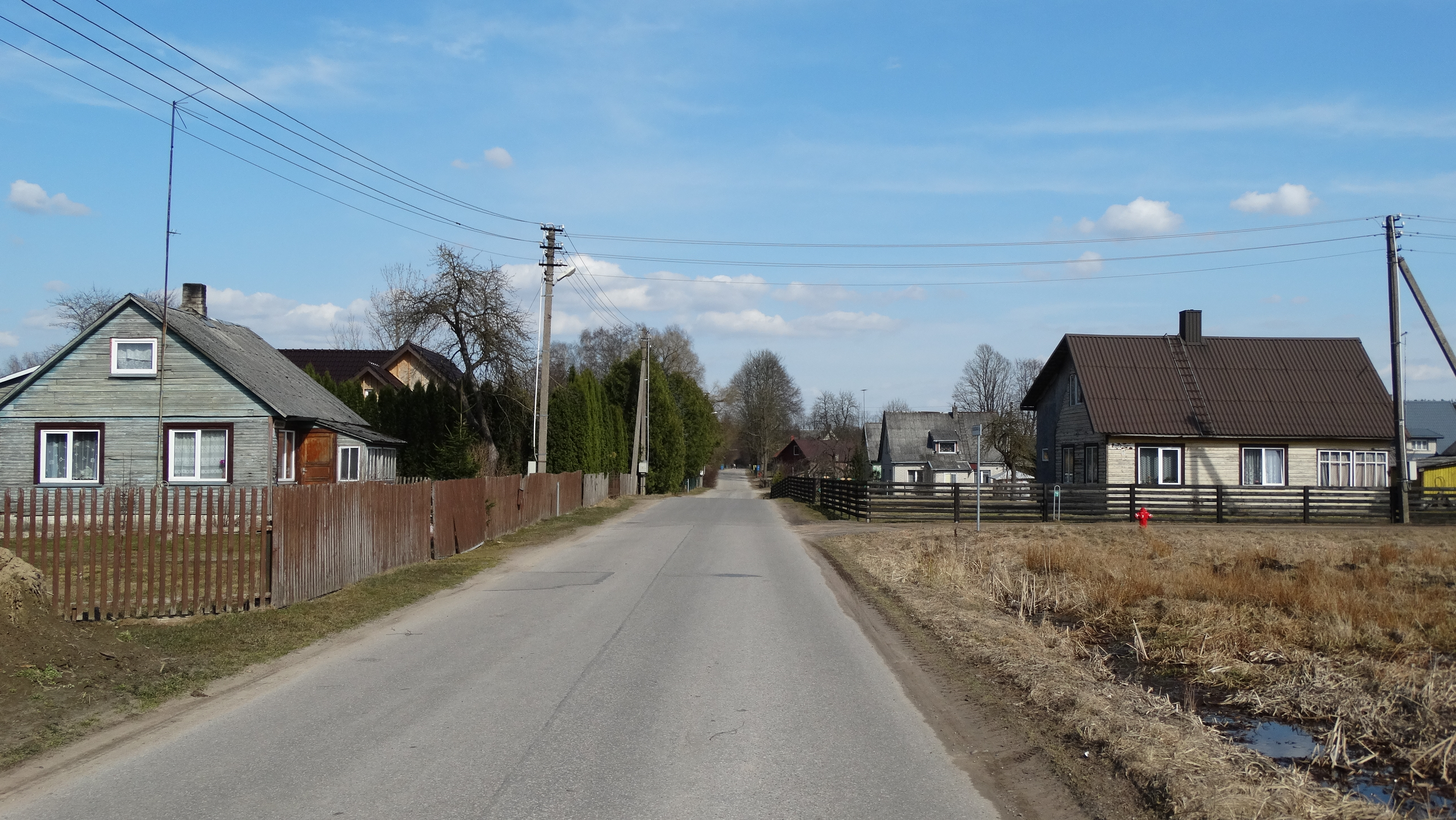
Улица Меделино
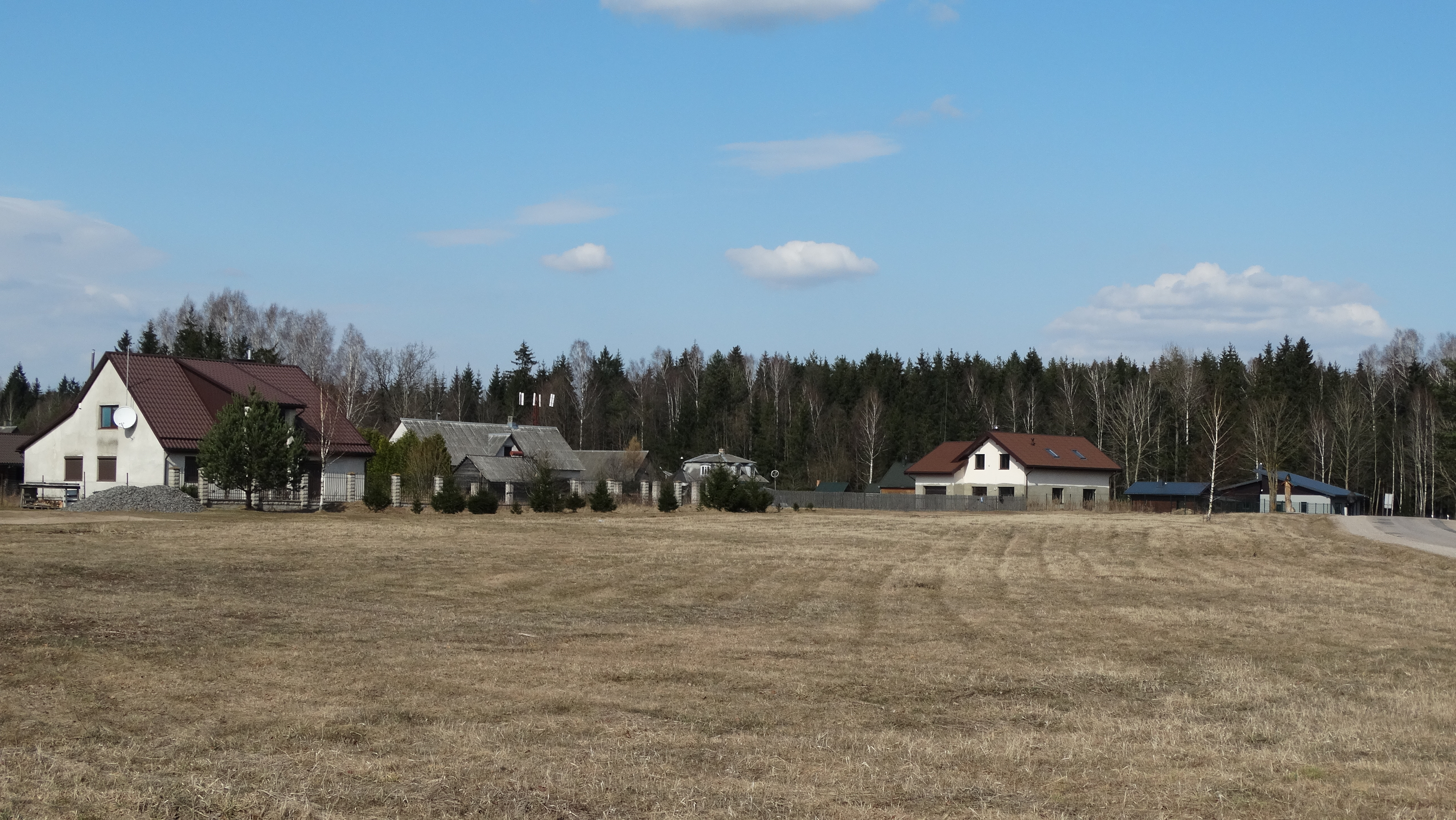
Новые дома